# Le Samyn 2011
La Le Samyn 2011, quarantatreesima edizione della corsa, valida come evento del circuito UCI Europe Tour 2011 categoria 1.1, fu disputata il 2 marzo 2011 per un percorso di 193,1 km. Fu vinta dal tedesco Dominic Klemme, al traguardo in 4h43'44" alla media di 40,834 km/h.
Furono 109 in totale i ciclisti che portarono a termine la competizione.

## Squadre partecipanti
| N.      | Cod. | Squadra                     |
| ------- | ---- | --------------------------- |
| 1-8     | COF  | Cofidis, le Crédit en Ligne |
| 11-18   | QST  | Quickstep Cycling Team      |
| 21-28   | LEO  | Team Leopard-Trek           |
| 31-38   | ALM  | AG2R La Mondiale            |
| 41-48   | THR  | HTC-Highroad                |
| 51-58   | OLO  | Omega Pharma-Lotto          |
| 61-68   | VCD  | Vacansoleil-DCM             |
| 71-78   | LAN  | Landbouwkrediet             |
| 81-88   | TSV  | Topsport Vlaanderen         |
| 91-98   | VWA  | Veranda's Willems-Accent    |
| 101-108 | FDJ  | FDJ                         |

| N.      | Cod. | Squadra                     |
| ------- | ---- | --------------------------- |
| 111-118 | SAU  | Saur-Sojasun                |
| 121-128 | EUC  | Team Europcar               |
| 131-138 | APP  | Team NetApp                 |
| 141-148 | CSM  | SpiderTech                  |
| 151-158 | PCW  | Lotto-Bodysol               |
| 161-168 | QCT  | Donckers Koffie-Jelly Belly |
| 171-178 | WBC  | Wallonie Bruxelles          |
| 181-188 | AUB  | BigMat-Auber 93             |
| 191-198 | RLM  | Roubaix-Lille Métropole     |
| 201-208 | CCD  | Team Differdange            |
| 211-218 | VPC  | Concordia Forsikring        |

## Ordine d'arrivo (Top 10)
| Pos. | Corridore               | Squadra      | Tempo    |
| ---- | ----------------------- | ------------ | -------- |
| 1    | Dominic Klemme          | Leopard-Trek | 4h43'44" |
| 2    | Kevyn Ista              | Cofidis      | s.t.     |
| 3    | Robert Wagner           | Leopard-Trek | s.t.     |
| 4    | Guillaume V. Keirsbulck | Quickstep    | s.t.     |
| 5    | Jaŭhen Hutarovič        | FDJ          | s.t.     |
| 6    | Lloyd Mondory           | AG2R La Mon. | s.t.     |
| 7    | Jimmy Casper            | Saur-Sojasun | s.t.     |
| 8    | Sébastien Chavanel      | Europcar     | s.t.     |
| 9    | Adrien Petit            | Cofidis      | s.t.     |
| 10   | Aleksejs Saramotins     | Cofidis      | s.t.     |